# Hula (Syrien)

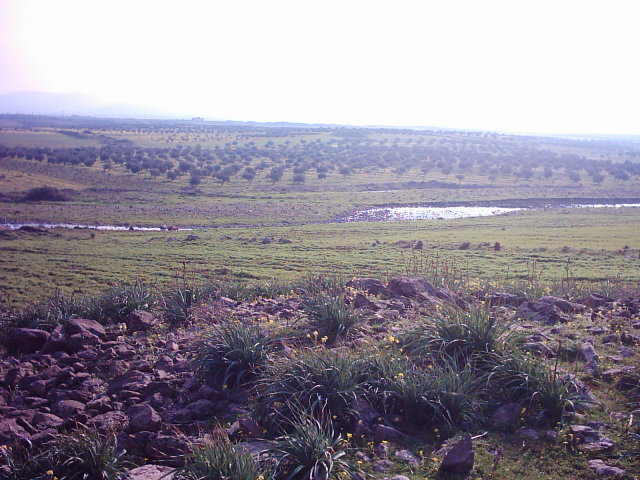
Olivenanbau nahe Hula

Hula (auch al-Hula oder Haula, arabisch الحولة, DMG al-Ḥūla) ist eine Gruppe von Siedlungen im syrischen Gouvernement Homs. Hula besteht aus insgesamt vier Siedlungen. Die Bewohner in Hula sind vorwiegend Sunniten. In der Umgebung liegen drei von Alawiten und ein von Schiiten bewohntes Dorf.
Ende Mai 2012 kam es während des Aufstands in Syrien in einer der Siedlungen zum Massaker von Hula an Einwohnern. Die Medien berichten von 116 Toten, darunter 34 Kinder, und 300 Verletzten. Anfang Juni 2012 ließen Zeugenaussagen regionaler Oppositioneller zum Tathergang Zweifel an der Schuld der Regierung aufkommen. Die Opfer seien fast ausschließlich Angehörige der als regierungstreu geltenden alawitischen Minderheit gewesen. Diesen Berichten widerspricht der Spiegel, dessen Reporter vor Ort vom Eindringen der Assad-Truppen nach Hula erzählt wurde. In Hula leben nach diesen Angaben nur Sunniten und keine regimetreuen Alawiten.